# 卡兰杰图尔夫萨塔拉
卡兰杰图尔夫萨塔拉（Karanje Turf Satara），是印度马哈拉施特拉邦萨塔拉县的一个城镇。总人口21503（2001年）。

## 人口
该地2001年总人口21503人，其中男性11312人，女性10191人；0—6岁人口2596人，其中男1427人，女1169人；识字率77.41%，其中男性为80.58%，女性为73.89%。